# Gobierno de Julián Castro
El gobierno interino de Julián Castro llegó al poder tras la Revolución de Marzo liderada en 1858 por Castro, gobernador de Carabobo, contra la dictadura de los hermanos Monagas. Funcionó como un gobierno de facto hasta la Convención Nacional de Valencia, cuando fue ratificado como presidente.
Se cambió la constitución, aprobándose el sufragio universal. Su política exterior incluyó el Protocolo Urrutia. El presidente estableció primero alianza con los conservadores y tras el estallido de la Guerra Federal cambió su apoyo a los liberales, lo que derivó en su arresto y destitución en 1859, seguido por su destierro al año siguiente. Le sucedió el vicepresidente Manuel Felipe de Tovar del Partido Conservador.

## Antecedentes
La Revolución de Marzo fue un alzamiento militar sucedido en Venezuela en el mes de marzo de 1858 y constituye la primera rebelión armada que logró derrocar un gobierno en la historia de dicho país. Su líder principal, el caudillo Julián Castro, gozaba la confianza absoluta del presidente José Tadeo Monagas.

## Política nacional

### Política legislativa
Una Convención fue establecida el 5 de agosto de 1858 y dictó una nueva constitución aprobada el 31 de diciembre de ese año, que estableció el sufragio universal.

### Política judicial
El 7 de marzo de 1858 comenzaron juicios de responsabilidad civil a los funcionarios del Monagato, donde se reportó malversación de los fondos públicos en el gobierno pasado.

### Política de defensa

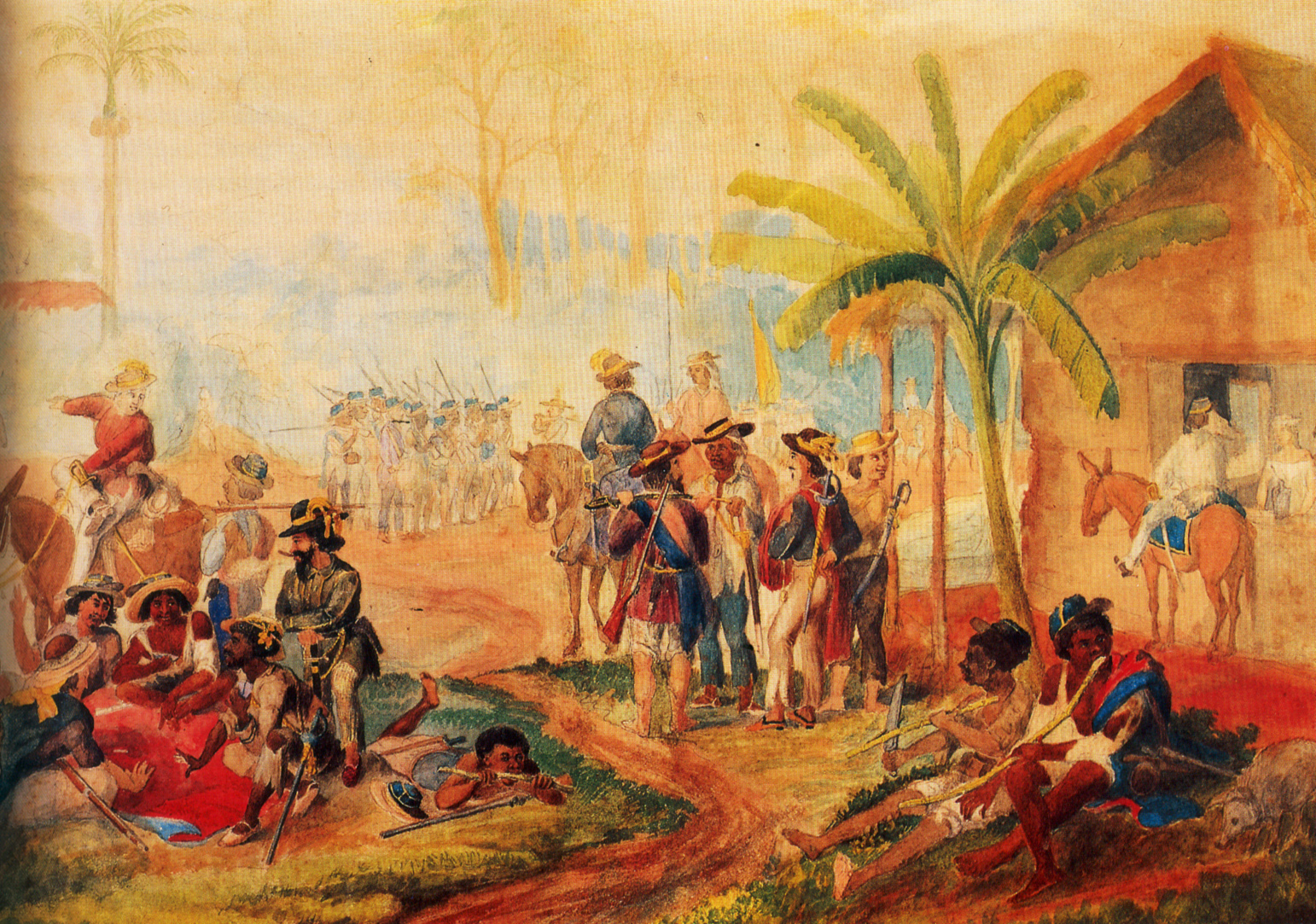
Obra relativa a la Guerra Federal.

## Arresto y exilio de Castro
El 1 de agosto de 1859 Castro fue arrestado, tras lo cual fue enjuiciado por traición y desterrado en 1860.

## Oposición
El gobierno de Castro desterró a José Tadeo Monagas, Juan Crisóstomo Falcón, Ezequiel Zamora y Antonio Leocadio Guzmán el 7 de junio de 1858. José Gregorio Monagas fue encarcelado y murió en prisión el 15 de julio de ese año.